# Amie N’Dow
Amie N’Dow (ur. 12 marca 1958) – gambijska lekkoatletka specjalizująca się w biegach sprinterskich.
Wystąpiła dwukrotnie na igrzyskach Wspólnoty Narodów – w 1978 i 1982, zarówno na dystansie 100, jak i 200 metrów. W 1984 wystąpiła na letnich igrzyskach olimpijskich odbywających się w Los Angeles. Rywalizowała w sztafecie 4 × 100 m wraz z Victorią Decką, Georgianą Freeman i Jabou Jawo w drugim biegu eliminacyjnym. Gambijki z czasem 47,18 zajęły ostatnie, 6. miejsce, które nie premiowało awansu do biegu finałowego. Wynik uzyskany przez reprezentantki Gambii w Los Angeles jest rekordem kraju w tej konkurencji. N’Dow wystąpiła także w biegu na 200 m. Rywalizację zakończyła na 8. miejscu w ćwierćfinale z czasem 25,24.
Jej rekord życiowy na dystansie 100 metrów, ustanowiony w 1983 to 11,7 s, a na 200 metrów 24,93 z 1984.